# Paul Broun
Paul Collins Broun, Jr. (Atlanta, 14 maggio 1946) è un politico e medico statunitense, membro della Camera dei Rappresentanti per lo stato della Georgia dal 2007 al 2015.

## Biografia
Nato ad Atlanta, Broun era figlio di un politico democratico che operava a livello locale. Dopo essersi laureato in medicina, Broun lavorò come medico generico.
Entrato in politica come membro del Partito Repubblicano, nel 1990 si candidò alla Camera dei Rappresentanti ma venne ampiamente sconfitto dal deputato democratico in carica Richard Ray. Nel 1992 si ricandidò, ma venne sconfitto nelle primarie repubblicane da Mac Collins, che successivamente sconfisse Ray.
Nel 1996 si candidò al Senato ma perse nelle primarie. Oltre dieci anni dopo Broun tornò a concorrere per un seggio, quando, alla morte del deputato Charlie Norwood, vennero indette delle elezioni speciali. Broun vinse di misura le primarie e riuscì poi ad essere eletto, approdando finalmente al Congresso dopo molti anni di tentativi.
Broun venne rieletto nel 2008, nel 2010 e nel 2012. Nel febbraio del 2013 annunciò la sua intenzione di non chiedere un altro mandato alla Camera e si candidò invece al Senato per le elezioni dell'anno seguente, dove tuttavia venne sconfitto nelle primarie repubblicane.
Ideologicamente Broun viene considerato un repubblicano molto conservatore, sia in campo sociale che in campo economico. In diverse occasioni ha criticato il Presidente Obama definendolo "un socialista".